# رشد جمعیت مسیحی
رشد جمعیت مسیحی به رشد جمعیت جامعۀ مسیحی جهانی اشاره دارد.
در سال ۲۰۱۰م (۱۳۸۹خ) جمعیت مسیحی ۲٫۳ میلیارد نفر بوده‌است که نشان‌دهندۀ افزایش ۳۰۰ میلیونی جمعیت نسبت به سال ۲۰۰۵م (۱۳۸۴خ) می‌باشد. افزایش جمعیت مسیحیان (۱٫۳٪ در سال) اندکی از نرخ رشد جمعیت جهانی (۱٫۲ درصد در سال) بیشتر بوده‌است. جمعیت مسیحی در قاره‌های آسیا و آفریقا بالاترین رشد را با نرخ ۲٫۶٪ و ۲٫۴٪ داشته است؛ اما جمعیت مسیحی در اروپا در حال کاهش می‌باشد. جمعیت مسلمانان و هندوها از مسیحیان کمتر است. نرخ رشد جمعیت مسلمانان ۱٫۹٪ و نرخ رشد جمعیت هندوها ۱٫۵٪ در سال است. اگرچه جمعیت «مسیحیت کاریزماتیک» و کلیساهای مستقل با نرخ رشد ۲٫۴٪ در حال افزایش است.

## نرخ زاد و ولد
نرخ زاد و ولد در جامعۀ مسیحی در درازای تاریخ متغیر بوده است. اما نرخ زاد و ولد مسیحیان رو به کاهش داشته است. همچنین اشاره به این نکته ضروری است که نرخ زاد و ولد در کشورهای مختلف متفاوت است. در درازای ۲۰ سال گذشته (۱۳۶۸ تا ۱۳۸۸) میانگین نرخ زاد و ولد در جهان از ۳٫۵٪ به ۲٫۵۸٪ کاهش یافته است. به عبارت دیگر نرخ زاد و ولد جهانی به اندازۀ ۰٫۹۲ کودک برای هر زن یا ۲۶٪ کاهش یافته است. در همین دوره، نرخ زاد و ولد در بین ملت‌های مسیحی از ۳٫۲۶٪ به ۲٫۵۸٪ کاهش یافته، یعنی به اندازه‌ی ۰٫۶۸ کودک برای هر زن یا ۲۱٪. در مورد مسلمانان نیز نرخ زاد و ولد از ۵٫۱۷٪ به ۳٫۲۳٪ کاهش یافته است. کاهشی در حدود ۱٫۹۴ کودک برای هر زن یا ۳۸٪. کاهش نرخ رشد جمعیت مسلمانان شکاف میان نرخ زاد و ولد مسلمانان و مسیحیان را از ۶۷٪ در سال ۱۹۹۰ به ۱۷٪ در سال ۲۰۱۰ کاهش یافته است. اگر این روند ادامه یابد نرخ زاد و ولد مسلمانان و مسیحیان در سال ۲۰۱۵ برابر و همگرا خواهد شد و اما در کل اسلام و جمعیت مسلمانان در هر سال ۲٫۹ درصد رشد دارد و این نرخ رشد، بیش از نرخ رشد جمعیت جهان است که هر سال حدود ۲٫۳ درصد می‌باشد. 
| رده‌بندی سازمان ملل | کشور          | نرخ زاد و ولد (۲۰۰۵–۲۰۱۰) (کودک/زن) | درصد مسیحیان |
| ------------------ | ------------- | ----------------------------------- | ------------ |
| ۱                  | واتیکان       |                                     | ۱۰۰٪         |
| ۲                  | جزایر پیت‌کرن  |                                     | ۱۰۰٪         |
| ۳                  | اکوادور       | ۲٫۵۸                                | ۹۹٪          |
| ۴                  | تیمور شرقی    | ۶٫۵۳                                | ٪۹۹٫۰        |
| ۵                  | ارمنستان      | ۱٫۳۹                                | ٪۹۸٫۷        |
| ۶                  | گینه استوایی  | ۵/۳۶                                | ٪۹۸٫۶        |
| ۷                  | مولدووا       | ۱٫۴۰                                | ٪۹۸٫۳        |
| ۸                  | ساموای آمریکا | ۳٫۲۲                                | ٪۹۸٫۳        |
| ۹                  | ونزوئلا       | ۲٫۵۵                                | ٪۹۸٫۰        |
| ۱۰                 | یونان         | ۱٫۳۳                                | ٪۹۸٫۰        |

| سال  | میانگین جهانی زاد و ولد | میانگین زاد و ولد مسیحیان | میانگین زاد و ولد مسلمانان |
| ---- | ----------------------- | ------------------------- | -------------------------- |
| ۱۹۸۹ | ۳٫۵۰                    | ۳٫۲۶                      | ۵٫۱۷                       |
| ۱۹۹۰ | ۳٫۴۰                    | ۳٫۱۴                      | ۵٫۲۵                       |
| ۱۹۹۱ | ۳٫۳۰                    | ۳٫۰۸                      | ۵٫۰۵                       |
| ۱۹۹۲ | ۳٫۳۰                    | ۲٫۹۵                      | ۴٫۹۲                       |
| ۱۹۹۳ | ۳٫۲۰                    | ۲٫۸۷                      | ۴٫۷۸                       |
| ۱۹۹۴ | ۳٫۱۰                    | ۲٫۸۴                      | ۴٫۷۵                       |
| ۱۹۹۵ | ۳٫۱۰                    | ۲٫۸۴                      | ۴٫۶۰                       |
| ۱۹۹۶ | ۲٫۹۰                    | ۲/۶۶                      | ۴٫۲۸                       |
| ۱۹۹۷ | ۲٫۹۰                    | ۲٫۶۲                      | ۴٫۱۸                       |
| ۱۹۹۸ | ۲٫۹۰                    | ۲٫۶۳                      | ۴٫۰۵                       |
| ۱۹۹۹ | ۲٫۸۰                    | ۲٫۶۱                      | ۳٫۸۱                       |
| ۲۰۰۰ | ۲٫۸۰                    | ۲٫۶۲                      | ۳٫۶۹                       |
| ۲۰۰۱ | ۲٫۷۳                    | ۲٫۵۵                      | ۳٫۶۲                       |
| ۲۰۰۲ | ۲٫۷۰                    | ۲٫۵۴                      | ۳٫۵۶                       |
| ۲۰۰۳ | ۲٫۶۵                    | ۲٫۵۱                      | ۳٫۵۶                       |
| ۲۰۰۴ | ۲٫۶۲                    | ۲٫۴۹                      | ۳٫۵۲                       |
| ۲۰۰۵ | ۲٫۶۰                    | ۲٫۴۶                      | ۳٫۴۷                       |
| ۲۰۰۶ | ۲٫۵۹                    | ۲٫۵۰                      | ۳٫۴۴                       |
| ۲۰۰۷ | ۲٫۵۹                    | ۲٫۵۲                      | ۳٫۳۷                       |
| ۲۰۰۸ | ۲٫۶۱                    | ۲٫۶۰                      | ۳٫۳۰                       |
| ۲۰۰۹ | ۲٫۵۸                    | ۲٫۵۸                      | ۳٫۲۳                       |
| ۲۰۱۰ | ۲٫۵۶                    | ۲٫۵۶                      | ۳٫۰۰                       |

| دین              | شمار متولدین |
| ---------------- | ------------ |
| مسیحیت           | ۲۲٬۷۰۸٬۷۹۹   |
| اسلام            | ۲۱٬۷۲۳٬۱۱۸   |
| هندو             | ۱۳٬۱۹۴٬۱۱۱   |
| بوداییسم         | ۳٬۵۳۰٬۹۱۸    |
| سیک              | ۳۶۳٬۶۷۷      |
| یهودیت           | ۱۹۴٬۹۶۲      |
| بهاییت           | ۱۱۷٬۱۵۸      |
| جین‌گرایی         | ۷۴٬۵۳۹       |
| کنفوسیانیسم      | ۵۵٬۷۳۹       |
| مزدیسنا (زردتشت) | ۴۵٬۳۹۱       |
| تائوئیسم         | ۲۵٬۳۹۷       |
| شینتو            | ۸٬۵۳۴        |
| جمعیت جهان       | ۷۸٬۸۶۰٬۷۹۱   |
| مجموع            | ۷۸٬۸۶۰٬۷۹۱   |

## گرایش
| دین              | گرویدگان  | نسبت به مجموع افزایش جمعیت | نسبت به کل جمعیت | نسبت شمار پیروان به هر گرویده |
| ---------------- | --------- | -------------------------- | ---------------- | ----------------------------- |
| مسیحیت           | ۲٬۵۰۱٬۳۹۶ | ۹٫۹۲٪                      | ۰٫۱۳٪            | ۷۹۹                           |
| اسلام            | ۸۶۵٬۵۵۸   | ۳٫۸۳٪                      | ۰٫۰۷٪            | ۱٬۳۷۳                         |
| بوداییسم         | ۱۵۶٬۶۰۹   | ۴٫۲۵٪                      | ۰٫۰۴٪            | ۲٬۲۹۸                         |
| سیک              | ۲۸٬۹۶۱    | ۷٫۳۸٪                      | ۰٫۱۲٪            | ۸۰۳                           |
| بهاییت           | ۲۶٬۳۳۳    | ۱۸٫۳۵٪                     | ۰٫۳۷٪            | ۲۷۰                           |
| مزدیسنا (زردتشت) | ۱۳٬۰۸۰    | ۲۲٫۳۷٪                     | ۰٫۵۱٪            | ۱۹۴                           |
| تائوییسم         | −۱۵۵      |                            |                  |                               |
| کنفوسیانیسم      | −۱۱٬۴۳۴   |                            |                  |                               |
| جین‌گرایی         | −۳۹٬۵۸۸   |                            |                  |                               |
| شینتو            | −۴۰٬۵۲۷   |                            |                  |                               |
| یهودیت           | −۷۰٬۴۴۷   |                            |                  |                               |
| هندو             | −۶۶۰٬۳۷۷  |                            |                  |                               |

## رشد خالص
| دین              | متولدین    | گرویدگان  | شمار پیروان جدید در هر سال | نرخ رشد |
| ---------------- | ---------- | --------- | -------------------------- | ------- |
| مسیحیت           | ۲۲٬۷۰۸٬۷۹۹ | ۲٬۵۰۱٬۳۹۶ | ۲۵٬۲۱۰٬۱۹۵                 | ۱٫۳۶%   |
| اسلام            | ۲۱٬۷۲۳٬۱۱۸ | ۸۶۵٬۵۵۸   | ۲۲٬۵۸۸٬۶۷۶                 | ۱٫۴۳%   |
| هندو             | ۱۳٬۱۹۴٬۱۱۱ | −۶۶۰٬۳۷۷  | ۱۲٬۵۳۳٬۷۳۴                 | ۱٫۶۹%   |
| بوداییسم         | ۳٬۵۳۰٬۹۱۸  | ۱۵۶٬۶۰۹   | ۳٬۶۸۷٬۵۲۷                  | ۱٫۰۹%   |
| سیک              | ۳۶۳٬۶۷۷    | ۲۸٬۹۶۱    | ۳۹۲٬۶۳۸                    | ۱٫۸۷%   |
| یهودیت           | ۱۹۴٬۹۶۲    | −۷۰٬۴۴۷   | ۱۲۴٬۵۱۵                    | ۰٫۹۱%   |
| بهاییت           | ۱۱۷٬۱۵۸    | ۲۶٬۳۳۳    | ۱۴۳٬۴۹۱                    | ۲٫۲۸%   |
| کنفوسیانیسم      | ۵۵٬۷۳۹     | −۱۱٬۴۳۴   | ۴۴٬۳۰۵                     | ۰٫۷۳%   |
| جین‌گرایی         | ۷۴٬۵۳۹     | −۳۹٬۵۸۸   | ۳۴٬۹۵۱                     | ۰٫۸۷%   |
| شینتو            | ۸٬۵۳۴      | −۴۰٬۵۲۷   | -۳۱٬۹۹۳                    | −۱٫۰۹%  |
| تائوییسم         | ۲۵٬۳۹۷     | −۱۵۵      | ۲۵٬۲۴۲                     | ۱٫۰۰%   |
| مزدیسنا (زردتشت) | ۴۵٬۳۹۱     | ۱۳٬۰۸۰    | ۵۸٬۴۷۱                     | ۲٫۶۵%   |
| جمعیت جهان       | ۷۸٬۸۶۰٬۷۹۱ |           | ۷۸٬۸۶۰٬۷۹۱                 | ۱٫۴۱%   |

| Religion         | پیروان (۲۰۰۵) | درصد در جمعیت جهان | پیروان (۲۰۲۵) | درصد در جمعیت جهان | پیروان (۲۰۵۰) | درصد در جمعیت جهان | افزایش (نفر)  | افزایش (درصد در جمعیت پیروان) | افزایش (درصد در جهعیت جهان) |
| ---------------- | ------------- | ------------------ | ------------- | ------------------ | ------------- | ------------------ | ------------- | ----------------------------- | --------------------------- |
| مسیحیت           | ۱٬۹۹۹٬۵۶۳٬۸۳۸ | ۳۳٫۰%              | ۲٬۶۱۶٬۶۷۰٬۰۵۲ | ۳۳٫۴%              | ۳٬۰۵۱٬۵۶۴٬۳۴۲ | ۳۴٫۳%              | ۱٬۰۵۲٬۰۰۰٬۵۰۴ | ۵۲٫۶۱%                        | ۱٫۳%                        |
| اسلام            | ۱٬۱۸۸٬۲۴۲٬۷۸۹ | ۱۹٫۶%              | ۱٬۷۸۴٬۸۷۵٬۶۵۳ | ۲۲٫۸%              | ۲٬۲۲۹٬۲۸۱٬۶۱۰ | ۲۵٫۰%              | ۱٬۰۴۱٬۰۳۸٬۸۲۱ | ۸۷٫۶۱%                        | ۵٫۴%                        |
| هندو             | ۸۱۱٬۳۳۶٬۲۶۵   | ۱۳٫۴%              | ۱٬۰۴۹٬۲۳۰٬۷۴۰ | ۱۳٫۴%              | ۱٬۱۷۵٬۲۹۷٬۸۵۰ | ۱۳٫۲%              | ۳۶۳٬۹۶۱٬۵۸۵   | ۴۴٫۸۶%                        | −۰٫۲%                       |
| بوداییسم         | ۳۵۹٬۹۸۱٬۷۵۷   | ۵٫۹%               | ۴۱۸٬۳۴۴٬۷۳۰   | ۵٫۳%               | ۴۲۴٬۶۰۷٬۰۶۰   | ۴٫۸%               | ۶۴٬۶۲۵٬۳۰۳    | ۱۷٫۹۵%                        | −۱٫۱%                       |
| سیک              | ۲۳٬۲۵۸٬۴۱۲    | ۰٫۴%               | ۳۱٬۳۷۷٬۸۶۰    | ۰٫۴%               | ۳۷٬۰۵۸٬۹۶۰    | ۰٫۴%               | ۱۳٬۸۰۰٬۵۴۸    | ۵۹٫۳۴%                        | ۰٫۰%                        |
| یهودیت           | ۱۴٬۴۳۴٬۰۳۹    | ۰٫۲%               | ۱۶٬۰۵۳٬۳۵۰    | ۰٫۲%               | ۱۶٬۶۹۴٬۵۰۰    | ۰٫۲%               | ۲٬۲۶۰٬۴۶۱     | ۱۵٫۶۶%                        | ۰٫۰%                        |
| بهاییت           | ۷٬۱۰۶٬۴۲۰     | ۰٫۱%               | ۱۲٬۰۶۲٬۱۵۰    | ۰٫۲%               | ۱۸٬۰۰۰٬۹۰۰    | ۰٫۲%               | ۱۰٬۸۹۴٬۴۸۰    | ۱۵۳٫۳۰%                       | ۰٫۱%                        |
| کنفوسیانیسم      | ۶٬۲۹۸٬۵۹۷     | ۰٫۱%               | ۶٬۸۱۷٬۹۵۰     | ۰٫۱%               | ۶٬۹۵۲٬۹۰۰     | ۰٫۱%               | ۶۵۴٬۳۰۳       | ۱۰٫۳۹%                        | ۰٫۰%                        |
| جین‌گرایی         | ۴٬۲۱۷٬۹۷۹     | ۰٫۱%               | ۶٬۱۱۵٬۶۵۰     | ۰٫۱%               | ۶٬۷۳۲٬۷۷۰     | ۰٫۱%               | ۲٬۵۱۴٬۷۹۱     | ۵۹٫۶۲%                        | ۰٫۰%                        |
| شینتو            | ۲٬۷۶۱٬۸۴۵     | ۰٫۰%               | ۲٬۱۲۲٬۹۵۰     | ۰٫۰%               | ۱٬۶۵۵٬۴۰۰     | ۰٫۰%               | -۱٬۱۰۶٬۴۴۵    | −۴۰٫۰۶%                       | ۰٫۰%                        |
| تائوئیسم         | ۲٬۶۵۴٬۵۱۴     | ۰٫۰%               | ۳٬۰۶۶٬۳۰۰     | ۰٫۰%               | ۳٬۲۷۲٬۲۰۰     | ۰٫۰%               | ۶۱۷٬۶۸۶       | ۲۳٫۲۷%                        | ۰٫۰%                        |
| مزدیسنا (زردتشت) | ۲٬۵۴۳٬۹۵۰     | ۰٫۰%               | ۴٬۴۳۹٬۹۳۰     | ۰٫۱%               | ۶٬۹۶۴٬۷۰۰     | ۰٫۱%               | ۴٬۴۲۰٬۷۵۰     | ۱۷۳٫۷۸%                       | ۰٫۱%                        |
| دیگر             | ۱٬۶۳۲٬۶۴۸٬۵۹۵ | ۲۷٫۰%              | ۱٬۸۷۲٬۵۲۵٬۶۸۵ | ۲۴٫۰%              | ۱٬۹۳۱٬۰۱۱٬۸۰۸ | ۲۲٫۰%              | ۲۹۸٬۳۶۳٬۲۱۳   | ۱۸٫۲۷%                        | −۵٫۶%                       |
| مجموع            | ۶٬۰۵۵٬۰۴۹٬۰۰۰ | ۱۰۰٫۰%             | ۷٬۸۲۳٬۷۰۳٬۰۰۰ | ۱۰۰٫۰%             | ۸٬۹۰۹٬۰۹۵٬۰۰۰ | ۱۰۰٫۰%             | ۲٬۸۵۴٬۰۴۶٬۰۰۰ | ۴۷٫۱۳%                        | -                           |